# Дрошкув (Нижньосілезьке воєводство)
Дрошкув (пол. Droszków, нім. Droschkau) — село в Польщі, у гміні Клодзко Клодзького повіту Нижньосілезького воєводства.
Населення — 64 особи (2011).
У 1975-1998 роках село належало до Валбжиського воєводства.

## Демографія
Демографічна структура станом на 31 березня 2011 року:
|          | Загалом | Допрацездатний вік | Працездатний вік | Постпрацездатний вік |
| -------- | ------- | ------------------ | ---------------- | -------------------- |
| Чоловіки | 29      | 6                  | 20               | 3                    |
| Жінки    | 35      | 9                  | 21               | 5                    |
| Разом    | 64      | 15                 | 41               | 8                    |